# King Power Stadium
El Estadio King Power o Leicester City Stadium es un estadio de fútbol donde se celebran partidos del equipo local Leicester City Football Club. Fue inaugurado en julio de 2002, con una capacidad de 32 261 espectadores (todos sentados), convirtiéndose en el decimocuarto estadio con mayor capacidad de Inglaterra.
Anteriormente, el club jugó durante más de cien años en el Filbert Street.

## Nombre
El estadio lleva el nombre de King Power. Anteriormente fue conocido como «Estadio Walkers», a raíz de un acuerdo de patrocinio con Walkers Crisps.
- Datos: Q620031
- Multimedia: Leicester City Stadium / Q620031